# Украина и Таможенный союз ЕврАзЭС
Вопрос о вступлении Украины в Таможенный союз ЕврАзЭС (ЕАЭС) стал предметом экономических, а также социально-политических спекуляций как в самой Украине, так и за её пределами со времени создания Таможенного союза в 2010 году. Располагаясь в непосредственной близости от границ двух членов Таможенного союза (России и Белоруссии), а также имея давние торгово-экономические связи с ними, Украина рассматривалась как один из естественных кандидатов на вступление в Таможенный союз (ТС). Несмотря на это, в политической элите Украины существовал консенсус об отказе от членства в ТС и необходимости интеграции с Евросоюзом и вступления в Зону свободной торговли (ЗСТ). В ходе политических дискуссий собственно экономические аспекты различных векторов интеграции Украины отошли на второй план. Ситуацию усугубляли традиционно различающиеся этнокультурные преференции жителей различных частей самой Украины.
После политического кризиса 2013—2014 годов, подписания соглашения об ассоциации между Украиной и Евросоюзом и резкого обострения отношений между Украиной и Россией вопрос о вступлении Украины в Таможенный союз ЕврАзЭС утратил актуальность.

## История
С момента получения независимости все руководители Украины проводили политический курс на сближение с Евросоюзом, несмотря на то что большая часть внешнеторговых операций страны совершалась со странами СНГ. В 2013 году руководство Украины в очередной раз отвергло предложение о полноценном членстве в Таможенном союзе, а руководство Российской Федерации посчитало недопустимой формулу сотрудничества Украины с ТС в рамках партнёрства «3+1» и отказало Украине в получении выборочных преференций в торговле с Таможенным союзом.

## Выгоды и потери
Согласно оценкам политологов Центра социально-консервативной политики, от вступления в ТС на Украине в первую очередь могли бы выиграть высокотехнологичная промышленность (в первую очередь, авиастроение) и аграрный сектор, а также появилась бы реальная возможность снизить цены на российские энергоносители.

## Макроэкономический фон
Помимо обобщённых представлений о пользе и выгоде вступления страны в ТС в противовес ЗСТ, макроэкономические тенденции 2005–2012 годов складывались явно не в пользу последней. ЗСТ представляет собой весьма гетерогенное образование, которое продолжает испытывать трудности с финансово-экономической и политической интеграцией целого ряда периферийных стран Южной и Восточной Европы. В отличие от стран ТС, экономика которых отличалась динамичным ростом благодаря расширению внутреннего спроса, темпы роста экономики ЕС были низкими и постепенно свелись к нулю. При этом ряд членов блока находятся в стадии долговременной рецессии и испытывают трудности с массовой безработицей.
| Рост ВВП, % к пред. году | 2005 | 2006 | 2007 | 2008 | 2009  | 2010 | 2011 | 2012 | 2013 | 2005—2012 |
| ------------------------ | ---- | ---- | ---- | ---- | ----- | ---- | ---- | ---- | ---- | --------- |
| Еврозона                 | 1,7  | 3,2  | 3,0  | 0,4  | −4,4  | 2,0  | 1,4  | −0,6 | —    | 6,7       |
| Евросоюз                 | 2,1  | 3,3  | 3,2  | 0,3  | −4,3  | 2,1  | 1,6  | −0,3 | —    | 8,1       |
| Казахстан                | 9,7  | 10,7 | 8,9  | 3,2  | 1,2   | 7,3  | 7,5  | 5,5  | 5,1  | 68,1      |
| Россия                   | 6,4  | 7,7  | 8,1  | 5,6  | −7,9  | 4,5  | 4,3  | 3,4  | 1,4  | 35,8      |
| Белоруссия               | 9,4  | 10,0 | 8,6  | 10,2 | 0,2   | 7,7  | 5,5  | 1,5  | 1,1  | 66,4      |
| Украина                  | 2,7  | 7,3  | 8,1  | 2,1  | −14,8 | 4,1  | 5,2  | 0,2  | −1,2 | 13,7      |